# تیجانا بوشکوویچ
تیجانا بوشکوویچ (سیریلیک صربی: Тијана Бошковић؛ زادهٔ ۸ مارس ۱۹۹۷) بازیکن والیبال اهل صربستان است.
از باشگاه‌هایی که در آن بازی کرده‌است می‌توان به باشگاه والیبال اجزاجی‌باشی اشاره کرد.